# Maserati Boomerang
Maserati Boomerang (рус. Мазера́ти Бумера́нг) — концепт-кар, разработанный Джорджетто Джуджаро и производившийся компанией Italdesign Giugiaro. 

## Описание
Впервые Maserati Boomerang был представлен в 1971 году на Туринском автосалоне, затем в 1972 году автомобиль был представлен на Женевском автосалоне. Boomerang был основан на Bora.
Boomerang был зарегистрирован как дорожный автомобиль, но он предназначался как единственный в своём роде шоу-кар. Автомобиль был презентован в десятках мест, а после презентации в Барселоне в 1974 году автомобиль был продан частному лицу. В 1990 году автомобиль был представлен на выставке Bagatelle Concours в Париже, а в 1993 году — на выставках Concorso Italiano, Carmel (Calf.) и Pebble Beach, с новым владельцем и некоторыми реставрационными работами. В 2000 году автомобиль был презентован на выставках Monterey Historic Automobile Races и Pebble Beach's 50th Anniversary, в мае 2012 года — на выставке BEST OF SHOW в Монте-Карло, Монако, в октябре 2013 года — на выставке BEST OF SHOW в Кнокке, Бельгия, а в 2014 году — на Парижском автосалоне. 5 сентября 2015 года Maserati Boomerang был выставлен на аукцион Bonhams в замке Шантийи, Франция, и был продан за 3335000 евро.

## Технические характеристики
Maserati Boomerang оснащён 4,7-литровым двигателем V8 мощностью 231 кВт (310 л. с.) и крутящим моментом 460 Н⋅м с приводом на заднюю ось. Двигатель сочетается в паре с пятиступенчатой механической трансмиссией.